# Steven M. Girvin
Steven Mark Girvin (* 5. April 1950 in Austin, Texas) ist ein US-amerikanischer theoretischer Physiker.

## Karriere
Girvin studierte am Bates College (Bachelor 1971) und an der University of Maine (Master-Abschluss 1973). 1977 promovierte er an der Princeton University. Nach der Post-Doc-Zeit an der Indiana University und der TH Chalmers in Göteborg war er 1979 bis 1987 beim National Bureau of Standards. Danach war er Professor an der Indiana University und ab 2001 Professor an der Yale University, wo er ab 2007 Deputy Provost war. Er ist Eugene Higgins Professor of Physics und Professor für Angewandte Physik in Princeton. 1999 war er Mitgründer der Boulder Summer School in Condensed Matter and Materials Physics und er organisierte auch Sommerschulen im Aspen Center. 1997/98 stand er dem Beratungsgremium des Kavli Institute for Theoretical Physics vor.
Girvin befasst sich als theoretischer Festkörperphysiker mit dem Quanten-Hall-Effekt und dem Übergang Supraleitung-Isolator in dünnen Filmen, mit Quantenoptik (supraleitende Mikrowellen-Schaltkreise mit Quantenelektrodynamik-Methoden, Circuit QED) und Quanteninformationstheorie. Mit seinen experimentellen Kollegen Robert J. Schoelkopf und Michel Devoret demonstrierte er Quanteninformations-Algorithmen (wie den Suchalgorithmus von Grover) auf einem 2-Qubit-Prozessor.
Er ist Mitglied der National Academy of Sciences (2006) und der Königlich Schwedischen Akademie der Wissenschaften sowie Fellow der American Academy of Arts and Sciences (2004), der American Association for the Advancement of Science (2007) und der American Physical Society. 2007 erhielt er den Oliver E. Buckley Condensed Matter Prize.

## Schriften
- mit Prange (Hrsg.): The Quantum Hall Effect, Springer 1987, 2. Auflage 1990 (darin von Girvin: Collective Excitations)
- A. A. Clerk, M. H. Devoret, S. M. Girvin, F. Marquardt, R. J. Schoelkopf: Introduction to quantum noise, measurement and amplification. In: Rev. Mod. Phys. Band 82, 2010, S. 1155, doi:10.1103/RevModPhys.82.1155, arxiv:0810.4729.
- Girvin: The quantum hall effect: novel excitations and broken symmetries. In: A. Comtet, T. Jolicoeur, S. Ouvry, F. David (Hrsg.): Topological Aspects of Low Dimensional Systems. Springer-Verlag, Berlin 2000, arxiv:cond-mat/9907002 (Les Houches Lectures 1998).
- Steven M. Girvin: Introduction to the Fractional Quantum Hall Effect. In: Séminaire Poincaré. Band 2, 2004, S. 53–74 (bourbaphy.fr [PDF]).